# Yayla (Buldan)
Yayla ist ein Dorf im Landkreis Buldan der türkischen Provinz Denizli. Yayla liegt etwa 60 km nordwestlich der Provinzhauptstadt Denizli und 12 km nordwestlich von Buldan. Yayla hatte laut der letzten Volkszählung 240 Einwohner (Stand Ende Dezember 2010).